# Miriam Adhikari
Miriam Adhikari é uma médica pediatra e cientista da África do Sul. Miriam é professora emérita da University of KwaZulu-Natal e neonatologista na faculdade Nelson Mandela School of Medicine.
Seu foco é em nefrologia pediátrica e faz parte da Academy of Science of South Africa. Em 2017, recebeu o prêmio Annual Service Excellence Award pelo governo de KwaZulu-Natal, da África do Sul.